# Полк імені Костя Гордієнка
Полк ім. Костя Гордієнка — перша регулярна кінна частина Армії УНР. Сформована В. Петрівим наприкінці 1917-го. В січні-лютому 1918 під час радянсько-української війни брав участь у боях з військами більшовиків на Північно-Західному фронті та у вуличних боях з російськими червоногвардійцями у Києві. З березня 1918 входив до складу Запорізького корпусу під назвою Запорізький ім. кошового К. Гордієнка полк кінних гайдамаків. Відзначився в боях за Полтаву (27.3.1918) та Бахчисарай (24.4.1918). У складі Запорізького корпусу/групи воював до 1920, відколи його було переведено до Окремої кінної дивізії УНР.

## Формування
В той час як інші етноси, насамперед поляки, російської армії вже активно політично визначалися до суверенітету, українізація частин Західного фронту затримувалась. Лише наказ, що вимагав від 7-ї Туркестанської дивізії виділити полк для відсилання на Москву задля придушення більшовиків, збурив українців на політичне самовизначення. Не зважаючи на більшовицьку агітацію, та спротив інших лівих і правих російських партій, більшість українців, чисельність яких у корпусі складала близько 3.5 тис. вояк, тяжіла до повернення в Україну під провід Центральної Ради, сподіваючись в Києві перейти до підпорядкування українського війська.
В червні-липні 1917 року українці починають боротьбу за відокремлення в окремі військові підрозділи за етнічною ознакою в 3-му Сибірському корпусі, що утримував лінію фронту Скробово-Несвіж-Березина в Налібоцькій пущі Мінської губернії на стику з Північним фронтом. До зорганізації українців спричинились такі офіцери українського походження як Микола Данченко та полковник Іван Гаєвський за координації сотника Василя Тютюнника, який на той час очолював Армійську Українську Раду, що була сформована для захисту інтересів українців від пробільшовицьких військових комітетів, які потроху перебирали на себе владу в тодішньому російському війську.
За розпорядження центральної російської влади про виборність начальників на 29 жовтня 1917 року було призначено вибори, які в 7-й Туркестанській дивізії відбулися біля озера Кромань недалеко міста Мір. На ці вибори зійшлись усі полкові, курінні та сотенні комітети. На них начальником дивізії було обрано Всеволода Петріва. Але, через невизначеність подальшої ситуації, він відмовився від цієї посади.
В ніч з 14 на 15 листопада 1917 року, Василь Тютюнник повідомив, що штаб отримав наказ роззброїти українців, а офіцерів з українського руху заарештувати. З огляду на це українська Корпусна Рада приймає рішення про вихід з підпорядкування російського командування, і створення окремого полку який очолив Всеволод Петрів. За домовленістю з комендантом, полковником Коновкіним, прийнято рішення захопити склади третього Сибірського Корпусу, що розташовувались на станції Осипівщина в Столбцівському районі Мінської області, також українці беруть під контроль місто Мір. Коли в це місто почали організовано стікатися українізовані підрозділи із жовто-блакитними відзнаками, 16 листопада 1917 року, голова пробільшовицького комітету та командант 25-го Сибірського полку, змушені були підписати з Петрівим угоду, якою визнавали легітимність українського полку.
Вже 17 листопада 1917 року новосформований український полк показав себе як найорганізованіша військова формація, на фоні деморалізованого російського війська. 24 листопада завершилася реєстрація козаків та старшин полку: 126 старшин, 621 підстаршина і 2.986 козаків. Вояків поділено на 3 курені по 6 сотень піших та по одній скорострільній в кожному. Біля штабу полку залишалася, як охорона, штурмова (пробоєва) сотня, сформувалися технічні команди. Було прийнято рішення найменувати частину на честь Костя Гордієнка, виготовлено полкову печатку із зображенням Архистратига Михаїла. На початку грудня було вирішено передислокуватися до України.
18 грудня було прийнято рішення про демобілізацію бажаючих. Після неї у складі полку, з особового складу, залишилось 21 старшин, 420 піхотинців, 35 кінних, 78 техчастин: кулеметників Максима 6, Кольта 4, Люіса 8.
До України гордієнківці пробивалися через Полісся шляхом Турів-Олевськ перетнувши кордон біля Глушковичів. У цей час було складено внутрішньополітичні положення формації: супроти кадетів, дворянства та комуністів.

## В Україні
Олевськ від залишків РІА був звільнений без єдиного пострілу, взято під контроль залізничну станцію. На той час в містечку вже діяв Український комітет зорганізований полуботківцями. Незабаром було сформовано місцеву міліцію, яка отримала із запасів полку зброю та амуніцію на 50 ополченців, задля захисту громадян від мародерів з числа дезертирів. Харчові запаси Особливої армії та артилерійські БК, що залишались на переповнених складах Олевська, гордієнківці, через загрозу нападу більшовиків з боку Сарн, стали переправляти до Києва. Від 13 до 15 січня було відправлено 7 потягів, із яких два зі зброєю. За добу, через заворушення у столиці, полк, передавши місцеві повноваження сформованим підрозділам вільного козацтва, відбув до Києва.
Зважаючи на гібридний, напівпартизанський характер військових дій полк було переозброєнно — піхоті видано легкокавалерійську зброю, решті кріси, кожній сотні по два кулемети Шоша.

### Київ
16 січня 1918 року (за старим стилем) гордієнківці, та кілька потягів полуботківців, вирушили з Олевська до столиці. В Києві, гордієнківці зіштовхнулись з хаосом, і дезорганізованістю війська значна частина якого, окрім богданівців, частини полуботківців, вільного козацтва та СС дотримувались нейтралітету.
Всеволод Петрів вів перемовини про ділянку оборони столиці для свого полку з Шинкарем який перепосилав гордієнківців у підпорядкування до Вільного козацтва або Ковенка, що було відхилено та направлено делегацію до Центральної Ради, де відбулася зустріч з Грушевським, Одинцем та іншими урядовцями, але через демагогію та нездатність до оперативних рішень останніх їх було покинуто та прийнято рішення діяти відповідно до власної ініціативи. Відбулися сутички з більшовиками на станції «Київ-2», підсумком яких стало витіснення ворога від залізниці, та задіяння полку у вуличних боях, зокрема у придушенні заколоту на заводі «Арсенал». Під час подальших боїв відбулося зіткнення з частинами 25-го сибірського стрілецького полку — росіянами, які лишилися на більшовицькій службі опісля відокремлення з цієї частини гордієнківців. Значний час було витрачено на винищення бандформувань Печерську, при цьому ситуацію ускладнювали ченці УПЦ МП які переховували інсургентів.
Штаб полку, під час перебування у столиці, розміщувався у будівлі театру-вар'єте «Apollo» на Мерингівській N8.
8 лютого 1918 року опісля штурму Київ окуповують московсько-більшовицькі сили Муравйова. Гордієнківці з рештою військ Центрально Ради відступають до Гнатівки, де за наказом Прісовського з усіх уцілілих підрозділів, формується трьохкурінний Запоріжський загін. На основі залишків полку ім. К. Гордієнка, формують третій курінь, до якого входять залишки деморалізованих полків ім. «Грушевського» та «Вільна Україна». Серед інших вояк, що не входили до жодних з цих формацій, приєдналися Божко Юхим і Олесь Козир-Зірка. Третій курінь загону, залишивши собі ім'я кошового Костя Гордієнка, виступив у похід у складі 8 старшин, 70 козаків при трьох скорострілах Кольта.
На території Київщини і Житомирщини підрозділ був задіяний у розвідувально-диверсійних операціях у тилу ворога, а також в охороні об'єктів Житомира, Коростеня, Малина та інших пунктів де місцеве населення під гаслом «Грабуй награбоване» експропріювало власність євреїв та заможних.
Після того як Центральна Рада 9 лютого 1918 року підписала мирну угоду («Берестейський мир»), Гордієнківці в складі армії УНР разом із союзниками німцями, повертають контроль над Києвом, витіснивши звідти московських окупантів. Незадовго до оформлення договору з Житомиру відправлено ворожий германцям Чехословацький корпус на чолі з колишнім товаришем Петріва по КВО М. Дітріхсом.
В Києві, за наказом Натієва, на основі третього куреня Гордієнківців, формується кінний полк, куди за планом мають влитися всі верхові загони. Начштабу призначено Лева Балицького, а осавулом-заступником командувача Олексу Григор'єва. До Гордієнківців вливається загін «Полтавські партизани», на чолі з ротмістром Єповим та бунчужним Андрієм Герасименком. Всього полк складався з трьох сотень (по 50-70 козаків): Нестроїва, Андрієнка, та Єпова, і відділу кулеметників Лактіонова. Основу першої сотні склали вояки Київського та Гродненського лейб-гвардійського гусарських полків. До підрозділу було прикріплено Запорізький кінно-гірський гарматний дивізіон Олекси Алмазова.

### Лівобережжя: Полтавщина та Слобожанщина
6 березня 1918 року Гордієнківцям видано наказ вирушати на схід, разом з «Богданівцями», «Дорошенківцями», «Республіканцями» для звільнення лівобережжя України від московсько-більшовицьких окупантів.
На той час полк ім. К. Гордієнка мав 3 сотні та зачаток четвертої — 210 шабель, до того 4 скоростріли «Кольта» та дві гірські тридюймові скорострільні гарматки новітнього зразка.
Проїхавши в ешелонах Яготин, Гребінку, 18 березня 1918 року гордієнківці практично без бою зайняли м. Лубни, позаяк більшовицьке військо в поспіху відступило за річку Сула, до станції Солониця, намагаючись знищити за собою мости. Швидкий наступ другої сотні гордієнківців, під керівництвом Андрієвського, під прикриттям гармотної батереї Алмазова, не дав можливості більшовикам повністю знищити міст через р. Сула, поблизу с. Засулля. Відбивши в московського війська міст, гордієнківці змусили, значно переважаюче військо більшовиків, швидко, під прикриттям бронепотягів, відступати до Солониці, а далі на Ромодан. На станції Солониця, гордієнківці захопили десяток вагонів з награбованим більшовиками в Лубнах.
19 березня 1918 року, більшовики спробували атакувати Лубни зі сторони Хоролу-Солониці бронепотягом «Заамурец», при підтримці десанту. Та високий правий берег р. Сула, давав великі переваги гарматній батареї під командуванням полковника Олекси Алмазова, і повністю нівелював гарматні можливості російських бронепотягів. Стрімкий контрнаступ гордієнківців знову змусив більшовиків відступити за станцію Солониця.
22 березня 1918 року гордієнківці виступили в напрямку на Хорол, Ромодан, Дубовський. За цей напрямок відповідала Запорізька дивізія. Зі сторони Золотоноші Сулу намагались форсувати союзницькі німецькі війська під орудою генерала фон дер Гольца. До полку ім. К. Гордієнка зголосилося близько сотні добровольців з міста і околиць Лубнів, але в кіннотники змогли озброїти лише декілька десятків, а з інших сформували пішу сотню під орудою лубенця капітана Деркача.
Просування відбувалась під постійним обстрілом московських панцерників, а на хуторах поблизу Покровської Богачки і Лукомне (Лукім'я), довелось вибити «крюківських» партизан.
23 березня гордієнківці продовжили наступ по лінії Покровська Богачка — Лукім'я, хутори яких повністю контролювались чисельно переважаючою силою ворога. Більшовики, побачивши що мають справу з добре організованою військовою одиницею, вдалися до хитрощів, виставивши проти гордієнківців чотири сотні донецького кінного пролетарського полку, переодягнувши їх в однострої «донських козаків». Та після перших гарматних пострілів, ці донецькі пролетарії панічно розбіглись покинувши коней. Переважаючі сили ворога чинили великий спротив, тому лише 25 березня, з допомогою автопанцирника «Партизан» системи «Пірліс», та допомогової німецької сотні, вдалося зайняти Покровську Богачку і Хорол, у якому було сформовано підрозділ внутрішньої безпеки, аж до села Веселий Поділ, щоб відразу рушити на Ромодан.
Самоврядування м. Хорол, надзвичайно постраждало від московсько-більшовицьких репресій, що супроводжувалось садистськими тортурами інтелігенції.
В цьому місті гордієнківці роблять відзнаки на шапках зі шликами і дармовисами та красками по сотнях: малинова — 1, світло-червона — 2, темно-зелена — 4 сотня, 3-та сотня залишила свої сірі смушки і жовтий шлик. Скорострільні були з чорними, гармаші з темно-червоними шликами — зв'язкові і штаб — малиновий, але з золотими дармовисами.
В Хоролі, місцевий сотник колишньої царської армії, віддав гордієнківцям декілька мотоциклів і вантажних автомобілів.
До Хорола підтягнулись німецькі війська під командуванням генерала Едлєр фон Донау, яким постійно докучали місцеві партизани під проводом «Вареника» і «Баса».
30 березня 1918 року, гордієнківці першими за німців виступили на штурм Полтави. У наступі їм допомагали частини II кавалерійського дивізіону Карла фон дер Гольца.
За Решетилівкою, щоб випередити німців, гайдамаки вирушають на Полтаву в ночі, через село Мачухи у супроводі місцевих селян. Увійшовши під покровом ночі в Полтаву, без опору, гордієнківці займають позицію біля «Інституту шляхетних дівчат», звідки гарматна батарея Алмазова, зручно починає обстріл станції Полтава-Харківська за Ворсклою, де панічно відступають російські більшовики. Місцеві «Червоні Козаки» переходять на бік УНР, що полегшую звільнення міста від московських окупантів. З тяжкими боями, при невеликій підтримці однією сотнею німцями, гордієнківці оволодівають Полтавою. Але подальший рух гальмується, позаяк більшовики встигли знищити мости.
В Полтаві було захоплено великі склади, які лишились ще з часів царської армії, і які не встигли викрасти більшовики. Гордієнківці вирішили пошити собі однострої, бо до цього були або в російських зразках, або взагалі без них. Це ускладнювало стосунки з німецькими союзниками, які не завжди могли розрізнити де ворог. Полковою громадою вирішили шити трохи модернізований одяг реєстрових козаків кінця 17 та поч.. 18 ст., — синій, легкий куцан, краями зі золотим гальоном, чорні штани типу «бриджі» — вузькі у коліні, широкі вище — як найближчі до українського типу і зручні для їзди. Замість плаща темно-сіра чемерка трохи довша, як була у реєстровиків, з таким самим гальоном. Лише гармаші пошили ясно-сірі штани з червоними лампасами і захисні куцани, а замість чемерок прийняли бурки.
3 квітня 1918 року, побоюючись щоб більшовики не знищили великі склади провізії які знаходились в Селещині і Карлівці, гордієнківці отримують наказ шукати можливості форсування річки Ворскла, не чекаючи, поки німці налагодять підірвані більшовиками мости. Зробивши примітивні пороми з бочок, того ж дня гордієнківці почали переправу.
У вечері 4 квітня, вдячні полтавці влаштували бал на честь українського і німецького війська, які звільнили їхнє місто від московсько-більшовицької окупації. А вже ранком другого дня гордієнківці вирушили в похід в Конградському (нині Красноград Полтавської обл.) напрямі.
Вже 5 квітня невеликий відділ гордієнківців у півтора десятка багнетів і одним кулеметом, під'їхавши на паротязі, захопив станцію в Селещині, без бою. Хоч основні сили через поганий шлях затримувалися, та більшовики не наважились атакувати Селещину, а за ніч покинули й Карлівку, так що 6 квітня гордієнківці її також зайняли без бою. А третя сотня полку відразу займає Федорівку, щоб контролювати розташований там міст через річку Орчик. Але другого дня більшовики вдалися до атаки на Карлівку зі сторони Конграду. Оскільки склади вибухових матеріалів у Карлівці були досяжні для обстрілу з ворожих бронепотягів, гордієнківцям щоб врятувати особовий склад, довелось відступити, зосередившись на хуторах поблизу Федорівки і Дмитрівки. Окрилені успіхом, більшовики спробували прорватись на Селищину, відкривши свій лівий фланг під атаку гордієнківцям і дорошенківцям. Також завдяки активізації Республиканців, Богданівців та куреню Дорошенківців, під Мерефою в напрямку Харкова, більшовики почали відступати. Гайдамаки почали відтискати їх по лінії  Іванівка, Федорівка, Ланна, Нижня Ланна, Верхня Ланна. Та відступаючи, більшовики встигли підірвати склади в Карлівці. Більшовиків ледве не оточили, але вони змогли вирватись через с.  Берестовенька. А гадамаки знову зайняли Конград, просунувшись в с.  Піщанка, в околицях Конграду. А згодом, без боїв до с. Чорнолозка. Ворог відступив на Лозову. В с. Панютине, місцеві жителі всіляко сприяли гордієнківцям, надавши провідників щоб наздогнати і покарати більшовицьких комісарів-контрибутчиків, які пограбували села. А близько двох десятків залізничників цього села, добровільно зголосилися в інженерно-допоміжну сотню полку ім. К. Гордієнка. В Конграді, юнаки всіх чоловічих навчальних закладів, однодумно зголосилися вступити до полку ім. К. Гордієнка, і їх було приділено до вишколу.
Вже до 10 квітня 1918 року була звільнена Лозова. А далі разом з Чорними запорожцями, захопили станцію Руднева. Та подальший наступ на Барвінкове, було зупинено Натієвим, який наказав гордієнківцям готуватися до походу на південь разом з Петром Болбочаном. Цей похід став більш відомий як «Кримська операція 1918».

### За часів УД
З приходом до влади Павла Скоропадського ситуація загострилась, особовий склад полку відмовився присягати на вірність гетьману. Невдовзі командир гордієнківців був викликаний до Києва й усунений від командування полком.
Новим командиром гордієнківців був призначений полковник М. Продьмо. Полк ім. К. Гордієнка разом з іншими трьома полками Запорізької дивізії прикривав українсько-радянський кордон на Старобільщині. Військове міністерство не довіряло патріотично налаштованим запорожцям, і тому погано виконувало свої обов'язки щодо забезпечення Запорізького корпусу озброєнням, боєприпасами, грошима, одягом та амуніцією. Це призвело до зменшення чисельності особового складу Гордієнківського кінного полку, який невдовзі був кадрований у сотню. У листопаді-грудні 1918 року Гордієнківська кінна сотня, разом з іншими частинами Запорозького корпусу, взяла участь у збройному повстанні супроти гетьмана. З початком Другої українсько-більшовицької війни підрозділ вирушив до Кременчука де поповнив лави добровольцями.

## Вшанування пам'яті

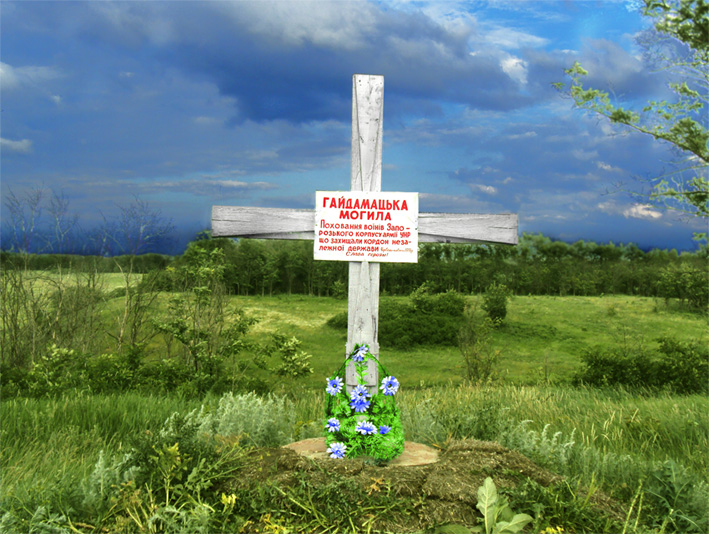
Поховання вояків кінної сотні сотника Ляховича кінного полку ім. Гордієнка у селі Можняківка Луганської області

- На честь цього військового підрозділу назване село Гордієнківці на Херсонщині.
- Пам'ятник загиблим воякам цього підрозділу є у селі Можняківка на Луганщині.
- 57-ма Окрема Мотопіхотна Бригада ЗСУ названа ім'ям К. Гордієнка

### У Кінематографі
- «Українська революція» — документальна екранізація спогадів Всеволода Петріва «Спомини з часів української революції (1917—1921)»